# Justinien Nicolas Clary
Pour les articles homonymes, voir Famille Clary (Marseille).
Justinien Nicolas, vicomte puis 3e comte Clary (Paris, 8 juin 1816 – Saint-Cyr-sur-Loire, 4 mars 1896), est un militaire et homme politique français du XIXe siècle.

## Biographie
Justinien Nicolas Clary entra à l'École de Saint-Cyr,, et suivit, dans la légion étrangère, l'expédition des Portes de Fer en Algérie. Il reçut à son retour la décoration de la Légion d'honneur.
Après avoir été aide de camp du maréchal Bugeaud (dont il fut question, un temps, qu'il épousât la fille), avec le grade de capitaine, il quitta l'armée, vint faire son droit à Paris, et fut reçu avocat en 1840.

### Assemblée législative (1849-1850)
À la révolution de Février 1848, il fut nommé chef de bataillon dans la garde « mobile », et, le 8 juillet 1849, fut élu (en remplacement de M. Germain Sarrut dont l'élection avait été annulée) représentant de Loir-et-Cher à l'Assemblée législative, contre Sarrut (représentant sortant), et Ducoux, ancien représentant.
Il prit place parmi les partisans du prince Louis-Napoléon Bonaparte, fut nommé président de la commission de la loterie des lingots d'or, et donna sa démission en décembre 1850.

### Corps législatif (Second Empire)
Le 29 février 1852, candidat officiel dans la 1re circonscription de Loir-et-Cher, il fut élu, député au Corps législatif. Il siégea dans la majorité dynastique, et fut successivement réélu « au même titre » :
- le 22 juin 1857[10], contre M. Salvat[11] ;
- et le 12 juin 1863[12], contre M. Cantagrel, ancien représentant[13].

Dans ces deux législatures, le vicomte Clary prit la parole :
- contre la loi de dotation de l'armée,
- pour la taxe des chiens,
- contre la taxe des voitures,
- pour la réhabilitation de Lesurques,
- contre la demande de 180 millions, dont un tiers à la charge de l'État,
- pour des travaux de voirie dans Paris. À cette occasion, il dit « qu'il fallait redouter l'agglomération des ouvriers », et que « la Bastille avait été prise en 1789 par les ouvriers accumulés à Paris pour la construction du mur d'enceinte »[5].

En 1868, il fut rapporteur du projet de loi sur la transformation du Trocadéro et du Luxembourg.
Il échoua aux élections du 24 mai 1869, après un scrutin de ballotage, contre le candidat de l'opposition, M. Tassin.
Il représenta longtemps au conseil général de Loir-et-Cher le canton de Saint-Aignan. Il était rentré officiellement dans ses foyers en 1873 avec le grade de lieutenant-colonel d'état-major. Officier de la Légion d'honneur du 21 juillet 1848, il fut fait commandeur à la promotion du 13 août 1864.
M. le vicomte Clary s'est livré à la peinture de genre « avec un certain succès » : il a exposé, au Salon de 1841, un Relais volant, et, à celui de 1842, une Vue d'Exeter et un groupe de petits Chiens anglais.
Il fut inhumé à Saint-Cyr-sur-Loire.

## Distinctions

### Titres
- Vicomte (à titre de courtoisie), puis,
- 3e comte Clary (1889-1896) ;

### Décorations
| Commandeur de la Légion d'honneur | Commandeur de ordre royal de l'Étoile polaire de Suède |

- Légion d'honneur[1] :
  - Chevalier (vers 1839-1840[4]), puis,
  - Officier (21 juillet 1848), puis,
  - Commandeur de la Légion d'honneur (13 août 1864) ;
- « Cousin[4] » (en fait, son neveu) de Désirée Clary, reine de Suède, il a été décoré de l'« ordre du Mérite » de ce royaume[4] (ordre royal de l'Étoile polaire).

## Armoiries
| Image | Blasonnement |
| ----- | --- |
|       | Armes de famille Clary D'or, à l'aigle de sable, au chef d'azur, ch. d'un soleil d'or. OuD'or, à une aigle au vol abaissé de sable, becquée et membrée de gueules, et un chef d'azur, chargé d'un soleil d'or que l'aigle regarde. |

## Postérité
Justinien Nicolas Clary était le fils cadet de Nicolas Joseph, comte Clary (1760-1823), pair des Cent-Jours et de Malcy Anne Jeanne (vers 1791 - Paris 29 août 1820), fille de Marie François, baron Rouyer (1765-1824), général de division.
Il épousa (mariage resté sans postérité), le 27 novembre 1849, Thérèse Léopoldine Berthier (Paris, 6 avril 1806 - Paris, 8 novembre 1882, inhumée au cimetière du Père-Lachaise, auprès des Clary), fille de Victor Léopold Berthier (1770-1807) et veuve (janvier 1849) de son oncle Alexandre Joseph, vicomte Berthier (1792-1849).
Veuf à son tour (il vivait depuis quelques années séparé de sa femme qui ne souhaitait pas divorcer), le vicomte Clary se remaria, le 29 janvier 1883 à Paris, avec Sophie Eugénie Victorine (1837-1918), fille de Paul Eugène Moreau (1808-1876), drapier-hôtelier (Grand Hôtel des Sept Frères, quartier Saint-Honoré) et veuve de Pierre Bretonneau (1778–1862).
- Il adopta les trois enfants survivants de sa seconde épouse dont il était très probablement le père[réf. à confirmer][16]. Les deux premiers étaient nés du vivant du Dr Bretonneau, premier mari de sa seconde femme, et portaient donc son nom. Les deux suivants, né après la mort de ce dernier, furent déclarés sous le nom de Moreau, et « de père inconnu », Justinien Clary étant à l'époque encore marié avec Thérèse Berthier, quoique séparé de fait.
  - Justinien Charles Xavier Bretonneau-Clary (1860-1933), avocat à la cour d'appel, champion de tir, président du Comité olympique français (1913-1933), marié, le 21 décembre 1885 à Paris, avec Marie Antoinette Hutteau d'Origny (née en 1864), dont :
    - Nicole Bretonneau-Clary (1887-1962), mariée avec René Guyard de Chalambert, dont postérité
    - Ninette Bretonneau-Clary (1888-1977), mariée avec Georges de La Tour du Pin Verclause (né en 1885) ;
    - Antoinette Bretonneau-Clary (1894-1934), mariée en 1913 avec Louis Aymé de La Chevrelière (1887-1929), puis, en 1923, avec Georges Scapini (1893-1976), ambassadeur, responsable du service diplomatique de Guerre ;

  - Nicolas Bretonneau (1861-1876), décédé trop tôt pour être adopté par le comte Clary ;
  - Jean Adolphe Xavier Moreau-Clary (6 juillet 1869-1891), cavalier, sous-maître à l'École de cavalerie de Saumur ;
  - Xavier Pierre Paul Moreau-Clary (3 juin 1872 - Cannes, 22 février 1897 de la tuberculose).